# NGC 2535
NGC 2535 è una galassia a spirale situata nella costellazione del Cancro. È una galassia interagente con NGC 2536; i bracci di spirale appaiono deformati e lungo il disco galattico sono presenti attive zone di formazione stellare. La coppia è inserita nell'Atlas of Peculiar Galaxies con la denominazione di Arp 82.